# 蘇爾迪拉-格雷奇鄉
45°04′N 27°16′E / 45.067°N 27.267°E
蘇爾迪拉-格雷奇鄉（羅馬尼亞語：Comuna Surdila-Greci, Brăila），是羅馬尼亞的鄉份，位於該國東南部，由布勒伊拉縣負責管轄，面積90平方公里，海拔高度41米，2007年人口1,550，人口密度每平方公里17人。